# Zella Day
Zella Day Kerr (Pinetop, 13 de março de 1995), conhecida simplesmente como Zella Day, é uma cantora e compositora americana.
Seu álbum de estreia, "Kicker" foi lançado no dia 2 de junho de 2015 na América do Norte. Para o resto do mundo, a estreia ocorreu no dia 29 de junho do mesmo ano.

## Vida Pessoal

### Infância
Zella nasceu e cresceu na pequena cidade de Pinetop, no Condado de Navajo, estado do Arizona no dia 13 de março de 1995. Sua família é proprietária de uma pequena e a única cafeteria na cidade. Foi ali que a cantora apresentou seus primeiros shows. Aprendeu a tocar violão com 9 anos, e graças a isso passou a perfomar músicas como "Blowing in the Wind" de Bob Dylan. No canto, já entoava desde pequena os versos do grupo The Jackson 5 e outros clássicos.

### Ida a Los Angeles
Após terminar o ensino médio, Zella se mudou para Los Angeles, onde começou a compor e gravar suas primeiras canções.

## Carreira

### 2012—presente: Zella Day e álbum de estreia
Day lançou seu primeiro single, um cover de "Seven Nation Army" em 14 de junho de 2012. Já em 2013, colaborou na canção "All These Roads" do duo de música eletrônica canadense, Sultan & Ned Shepard junto com Sam Martin.
Em 21 de março de 2014, a cantora lança oficialmente sua primeira canção, "1965". Logo depois, disponibilizou no Itunes a canção junto a outra, também de sua autoria, Sweet Ophelia. No mesmo mês, debutou com seu primeiro EP homônimo nas lojas digitais. O extended play contém a canção já lançada, "Sweet Ophelia", e mais 3 exclusivas, "Hypnotic", sendo que está mais tarde viria a ser o single de seu primeiro álbum, "East of Eden" e "Compass". O EP recebeu aclamação por parte da crítica e debutou em #16 na parada de artistas iniciantes da Billboard, a Top Heatseekers.
Zella anunciou seu álbum de estreia, "Kicker", no começo de 2015 e lançou um videoclipe para o primeiro single, "Hypnotic" em 21 de fevereiro de 2015. O álbum foi lançado no dia 2 de junho de 2015 na América do Norte. A venda e streaming para o resto do mundo começou no dia 29 de junho de 2015.

## Discografia

### Álbuns de estúdio
| Titulo          | Detalhes do álbum | Vendas | Certificações |
| --------------- | --- | ------ | ------------- |
| Powered by Love | - Lançamento: 8 de fevereiro de 2009 - Gravadora: Zella Day Music - Formato: CD | —      | —             |
| Kicker          | - Lançamento: 2 de junho de 2015(América do Norte) - Lançamento: 29 de junho de 2015(Vendas no resto do mundo) - Gravadora: Pinetop, Hollywood - Formato: CD, LP, download digital | ASA    | ASA           |

### Singles

#### Como artista principal
| Ano  | Titulo                   | Picos nos charts posições | Picos nos charts posições | Álbum               |
| Ano  | Titulo                   | E.U.A                     | E.U.A: Menções no Twitter | Álbum               |
| ---- | ------------------------ | ------------------------- | ------------------------- | ------------------- |
| 2012 | "Seven Nation Army"      | —                         | —                         | Cynics vs. Dreamers |
| 2013 | "No Sleep to Dream"      | —                         | —                         | Cynics vs. Dreamers |
| 2014 | "1965" / "Sweet Ophelia" | —                         | —                         | Kicker              |
| 2014 | "Hypnotic"               | —                         | 10                        | Kicker              |

#### Como artista convidada
| Ano  | Titulo                                                                      | Posições | Álbum         |
| Ano  | Titulo                                                                      | E.U.A    | Álbum         |
| ---- | --------------------------------------------------------------------------- | -------- | ------------- |
| 2013 | "All These Roads" (Sultan & Ned Shepard featuring Zella Day and Sam Martin) | —        | Single avulso |

#### Singles promocionais
| Ano  | Titulo                              | Posições                  | Álbum  |
| Ano  | Titulo                              | E.U.A: Menções no Twitter | Álbum  |
| ---- | ----------------------------------- | ------------------------- | ------ |
| 2014 | "East of Eden (Carousel Remix)"     | —                         | ASA    |
| 2014 | "Sweet Ophelia (Gold Fields Remix)" | —                         | ASA    |
| 2015 | "High"                              | 7                         | Kicker |

### Videoclipes musicais
| Ano  | Titulo                                                                      | Diretor(es)       | Ref.   |
| ---- | --------------------------------------------------------------------------- | ----------------- | ------ |
| 2013 | "All These Roads" (Sultan & Ned Shepard featuring Zella Day and Sam Martin) | Desconhecido      |        |
| 2013 | "No Sleep to Dream"                                                         | Gianennio Salucci |        |
| 2014 | "Sweet Ophelia"                                                             | Gianennio Salucci | [ 10 ] |
| 2014 | "Electric Love" (BØRNS featuring Zella Day)                                 | Titanic Sinclair  | [ 11 ] |
| 2015 | "Hypnotic"                                                                  | Gianennio Salucci | [ 12 ] |